# Paracelsianismo

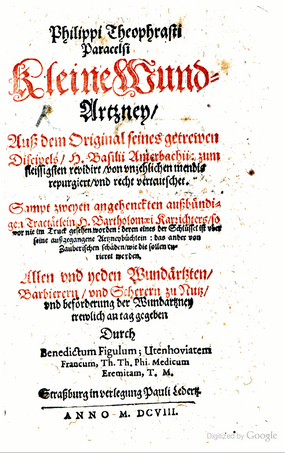
Frantispício da página de Benedictus Figulus's 1608 editado por Kleine Wund-Artzney, tendo como base as notas de Basilius Amerbach (1488-1535) das palestras realizadas por Paracelso durante a sua estadia em Basiléia (1527).

Paracelsianismo (também Paracelsismo; em alemão Paracelsismus) foi um movimento precoce na medicina, com base nas teorias e terapias de Paracelso. Desenvolveu-se na segunda metade do séc. XVI, durante as décadas seguintes à morte de Paracelso, em 1541, e floresceu durante a primeira metade do séc. XVII, representando uma das alternativas mais compreensivas à medicina erudita, o sistema tradicional de terapêutica derivado da fisiologia galênica. Baseado no princípio de manter a harmonia entre o microcosmo, o homem; e macrocosmo, natureza.
O paracelsianismo caiu rapidamente em declínio no final do séc. XVII, mas deixou a sua marca nas práticas médicas; foi responsável pela introdução generalizada de terapias minerais e várias outras técnicas anteriormente esotéricas. 